# International Guild of Knot Tyers
International Guild of Knot Tyers (англ. International Guild of Knot Tyers (IGKT) — «междунаро́дная ги́льдия узловя́зов») — международная некоммерческая организация (НКО). Основана в 1982 году в Британии с целью популяризации узловязания. Имеет отделения в США, Канаде, Франции.
Немецкая гильдия узловязов — независима от британской IGKT.

## История
После спорной статьи под названием «Создан новый узел за последние 20 лет» (The World’s First New Knot In 20 Years Created), опубликованной в газете The Times в 1978 году (9 октября), посвящённой узлу Хантера, исследователи выяснили, что узел был изобретён значительно ранее Филом Смитом. Во избежание дальнейших ошибок в апреле 1982 года 25-ю людьми была создана гильдия узловязов.

Доктор Хантер использовал много узлов, работая хирургом, хотя изобрёл узел Хантера много лет тому назад. Но он не знал до сего дня (когда захотел запатентовать узел), что вошёл в историю узловязания.
Оригинальный текст (англ.)«The World’s First New Knot In 20 Years Created» 
It’s not much harder to tie than the double-reef bow you use for your shoes, or the clove hitch with which people — except, of course, the late Duke of Windsor — use for neckties. It's the world's first new knot in the past 20 years, not counting «grannies», and the retired British doctor who created it has become an overnight mini-celebrity. He is Edward Hunter, soon perhaps to join Gordius, inventor of the knot that challenged Alexander the Great, and Matthew Walker among knot-tying immortals. Dr. Hunter’s contribution is the Hunter’s Bend, which among its other characteristics works well with modern nylon string and ropes. «Since manmade fibers made their appearance, a lot of the traditional knots aren’t so good any more because they’re too slippery», said Geoffrey Budworth, a London police inspector and knot expert who is enthusiastic about the doctor’s breakthrough. «You can invent esoteric and clumsy knots that are useless. Hunter’s Bend is good because it has a distinct shape, is stable, does not distort, is readily untied and does not reduce the breaking strain of the line», he explained. «It is a useful addition to the repertoire». Dr. Hunter, a man in his Seventies who lives in Huntington near Cambridge, was unreachable after an account of his exploits appeared in the Times this morning. The last recognized knot to have been created was the Tarbuck, which is for attaching the last man to a string of mountain climbers. There is no accepted authority to «recognize» knots, only what Budworth calls «the harsh mechanism of the market». Dr. Hunter, who used many knots as a surgeon, actually invented the Hunter's Bend many years ago. But he did not realize until recently, when he decided to see if he could stake a claim to it, that he had made knot-tying history. He approached the National Maritime Museum about his knot and also showed it to British Ropes Ltd., which published an account in its employee publication. According to Budworth, the magazine Wooden Boat is about to introduce it to America. For those who’d like to be the first on their block to try it, here’s how: Take two pieces of, say, clothesline and lay them parallel with the ends opposite. Then throw a bight, or loop, on the overlapping part and tuck the ends through the bight in opposite directions. Finally, pull on the standing parts to draw it snug. Budworth, who has tied the knot, said the Hunter’s Bend seemed to be «fairly kind to the rope, giving it only a gentle nip». In general, ropes are usually weakest on the knot because it is there they are crumped. Dr. Hunter is not likely to make money from his creation, experts said Friday, though a few knots have been patented for commercial use. Any financial reward would come simply from efforts Dr. Hunter might make as an author or from diagrams for publication. The language of knots is an international one, largely because of their widespread use in shipping and boats America’s main contribution to the lore has been that of Clifford Ashley, who invented the so-called constrictor in the 1930’s. He and other Americans are said to have led the world in producing knot books. «Complicated knots can be like an executive puzzle, with the intracacies of tying them becoming almost an art», Budworth said Friday. Does he has any tips on untangling particularly vicious knots in shoelace or fishing lines? His only suggestion, borrowing the technique of Alexander the Great with this «Keep a sharp knife handy».
— Газета The Times, статья «The World’s First New Knot In 20 Years Created» журналиста Robert D. Hershey Jr. от 9-го октября 1978 года

## Структура
Гильдия официально зарегистрирована в госструктурах Британии (Charity Commission).
1. Попечительский совет (Council of Trustees) — 5 мужчин[10], которые соблюдают английское законодательство, несут ответственность за деятельность и управление перед законом Англии[11]. В попечительском совете — 2 «офицера» (казначей, секретарь), остальные 3 названы «членами совета»[12]. 5 членов попечительского совета — избираемы на ежегодной встрече гильдии (AGM) сроком на 1 год, максимально должность возможно занимать не более пяти сроков[13]. Назначение в попечительский совет должно быть обеспечено одним поручителем и поддержано другим (то есть двумя поручителями из попечительского совета)[14]. 3 члена попечительского совета образуют кворум (то есть большинство голосов — трое из пяти членов попечительского совета)[15]. В чрезвычайной ситуации решение может принимать «тройка» (казначей, секретарь, председатель)[16]. Изначально членами попечительского совета были пятеро мужчин[10]. Позднее было решено принять в попечительский совет двух женщин[17], которые, однако, не имеют права голоса в попечительском совете[18].
2. Исполнительный комитет (Executive Committee) — регулирует ежедневную деятельность гильдии. Входят члены различных отделений гильдии за пределами Британии. Членов исполкома избирают на ежегодной встрече (AGM) рядовых членов гильдии (по требованию попечительского совета). В исполкоме — 2 должности (председатель исполкома, секретарь исполкома).
3. Рядовые члены гильдии.

## Задачи
Задачами гильдии являются исследования в узловязании, учреждение авторитетного консультационного органа, опубликовывание периодического издания, поддерживание активности в СМИ, создание коллекции узлов, внедрение узловязания в школьных учреждениях.

## Деятельность
Гильдией ставятся задачи — сохранение знания завязывания узлов на тросах из растительных материалов, изобретение новых способов завязывания на верёвках из синтетических материалов. Для этого члены гильдии проводят семинары в общественных местах, где ищут единомышленников (военных отставников, скаутов, спортивно-туристических инструкторов, курсантов военно-морских учреждений), проводят онлайн-конференции, местные и международные встречи членов гильдии.
Ежеквартально гильдия опубликовывает листок «Вопросы узловязания» (Knotting Matters).
В 1993 году Джефри Будвортом была переиздана «Книга узлов Эшли», в которой были устранены ошибки и добавлен узел под номером 1425a (узел Хантера).
Гильдия проводит соревнование на скорость завязывания шести скаутских узлов (шкотовый, рифовый, штык с двумя шлагами, булинь, колышка, выбленочный — узлы из книги Scouting for Boys). Мировым рекордом является результат из 8 секунд, выполненный Clinton Bailey. В разных отделениях гильдии существуют свои узлы на скорость завязывания (восьмёрка, шкотовый, булинь, констриктор, задвижной штык, штык с двумя шлагами).